# Katastrofa lotu British Eagle International Airlines 802/6

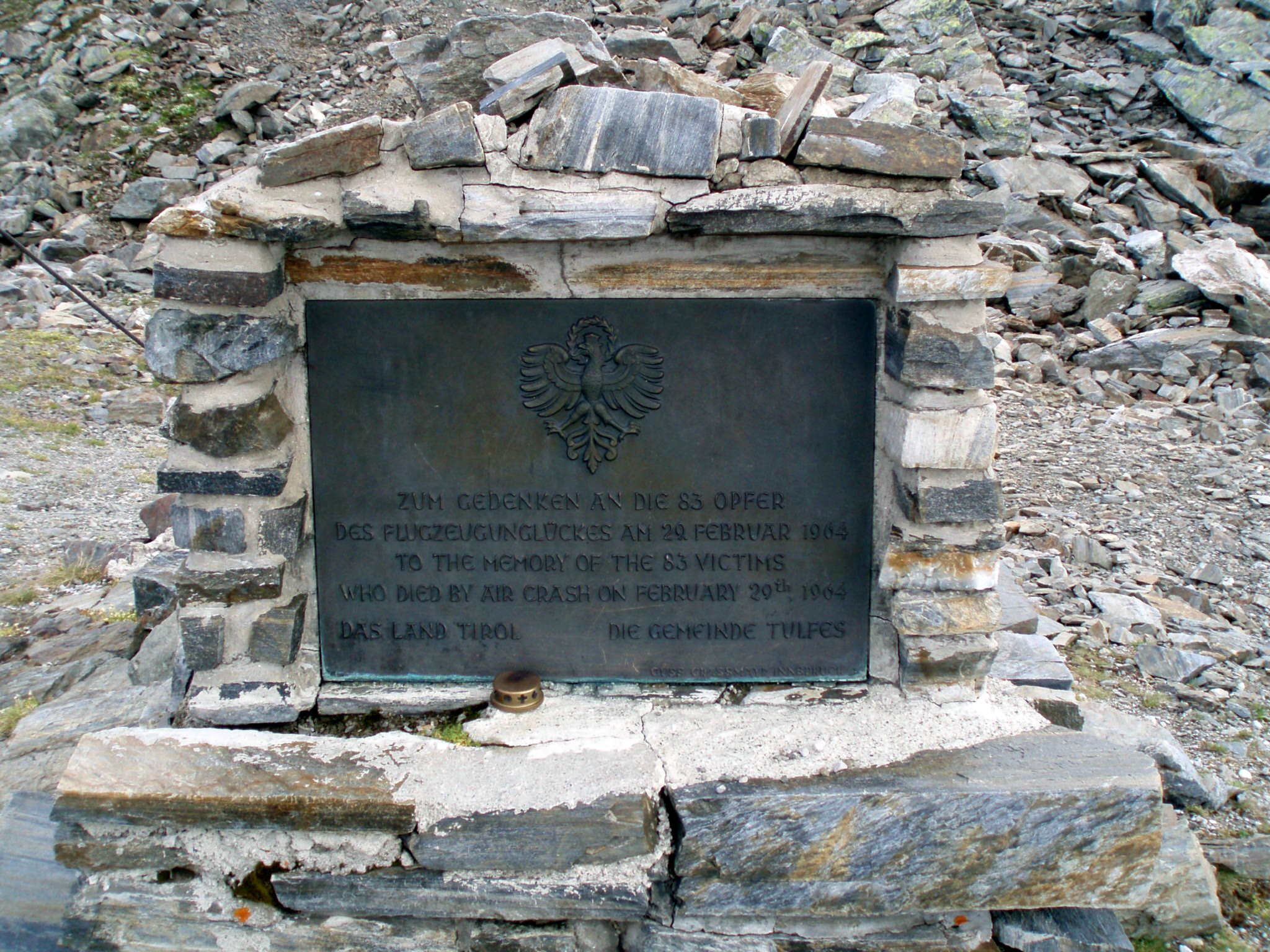
Pomnik poświęcony ofiarom katastrofy

Katastrofa lotu British Eagle International Airlines 802/6 wydarzyła się 29 lutego 1964 w Alpach austriackich. Samolot Bristol Britannia 312, należący do linii British Eagle International Airlines (lot nr 802/6), lecący z Londynu do Innsbrucka, rozbił się o wschodnie zbocze góry Glungezer. Na pokładzie samolotu znajdowały się 83 osoby (75 pasażerów i 8 członków załogi) – wszyscy zginęli.
Do dziś jest to największa pod względem liczby ofiar katastrofa lotnicza w historii, która wydarzyła się na terytorium Austrii. Nie jest to jednak największa katastrofa lotnicza w historii austriackiego lotnictwa.

## Przyczyny wypadku
Przyczynami wypadku były:
- gwałtowna burza i spowodowana przez nią ograniczona widoczność,
- błędy w opisach na mapach używanych przez załogę samolotu – wysokość góry Glungezer została tam przedstawiona jako niższa o 400 metrów niż w rzeczywistości.

## Obywatelstwo ofiar wypadku
| Państwo         | Pasażerowie | Załoga | Razem |
| --------------- | ----------- | ------ | ----- |
| Wielka Brytania | 73          | 8      | 81    |
| Austria         | 1           | –      | 1     |
| Kanada          | 1           | –      | 1     |
| Razem           | 75          | 8      | 83    |

- Źródło[4]:.